# Жак Конфино
Др Жак Конфино (Лесковац, 22. јун 1892 — Београд, 16. август 1975) био је лекар и писац, један од најпознатијих и највиђенијих Лесковчана свога доба. Објавио је десетак књига, приповедака, романа и позоришних дела.

## Биографија
Његови преци протерани су из Шпаније у XV веку и живели су као сефардски Јевреји у Цариграду и Солуну да би се крајем XVIII и почетком XIX века доселили у Лесковац, где се Жак и родио 22. јуна 1892. Отац Бухор био је лимар, а мајка Ленка прва модерна кројачица у тадашњој варошици. Јаков (Жак) је давао часове другим ученицима како би стекао средства да матурира. Студирао је медицину у Бечу (1910—1914.) као стипендиста београдске "Потпоре" и Берну (1916—1918), где је завршио студије. У току Првог светског рата служио је као лекарски помоћник у Ваљеву и Лесковцу и са српском војском доспео у Албанију.
У родном граду провео је период од 1920. до 1936. године као лекар где је 1928. изабран и за председника Јеврејске општине, а након тога прешао је у Београд, где је отворио приватну ординацију као стручњак за лечење астме и рендгенологију. Захваљујући Конфину и његовом сараднику Узијелу Пијадеу, Лесковац је 1924. године добио први рендген апарат који је он инсталирао у својој приватној ординацији. Наредне године је инсталирао и прву кварц-лампу за зрачење ултравиолетним зрацима. Крајем лета 1926. године почео је да лечи плућну туберкулозу пнеумотораксом. Био је активан учесник у процесу формирања градског позоришта 1926. године. Две године касније, заједно са доктором Деклевом, отворио је први приватни санаторијум у Лесковцу. Такође, био је активан сарадник "Лесковачког гласника", нарочито у периоду од 1921. до 1928. године. Године 1937. преселио се у Београд.
Жак Конфино, као лекар и породични пријатељ, проводио је доста времена у кругу породице Велмар – Јанковић. Један весео насмејан, од доброте истопљен мајмунски лик – како га је Светлана описала – доктор Жак Конфино, умео је да усрећи Светлану Велмар-Јанковић на посебан начин. Списатељица се са радошћу сећа зиме 1941. када ју је, болесну, посетио Жак, од милости назван Жакили, и седећи поред ње, засмејавао је и прегледао. А када јој је објаснио да мора да јој да ињекцију и да ће је мало заболети, али само мало, Светлана му се препушта без имало страха. И управо ће Жак угушити у Светлани страх од било које инјекције за читав живот. Штавише, Жак ће за њу бити најбољи човек, исцелитељ са најлепшим осмехом на свету. Зато ће се у њој и родити жеља да када порасте буде, као и чика Жак, дечји лекар и писац. Пресрећно лице доктора Конфина у том тренутку заувек ће остати у Светланином сећању.
Други светски рат провео је у заробљеништву у Италији. Након ослобођења, вратио се у Београд и радио као лекар Главне војне болнице. Конфино је писао приче, хумореске, путописе и објављивао их најпре у "Лесковачком гласнику", у коме је био један од сталних сарадника, потом у "Јеврејском животу", "Јужном погледу", "Политици", "Српском књижевном гласнику", "НИН"-у, "Медицинском гласнику", „Јежу” и др. У „Политици” су излазиле његове кратке приче и хумореске. Књиге су му преведене на албански, чешки, енглески, мађарски, немачки, пољски, португалски, словачки, турски и др. а он сам, преводио је са немачког и италијанског, а служио се француским и португалским.
Конфино се први пут јавља у књижевности тек у својим четрдесетим годинама, и то хумористичким причама.
У оквиру сталне етнолошке поставке Градске куће у Лесковцу постоји соба посвећена Жаку Конфину, а у Народном музеју у Лесковцу чувају се и неки предмети који су му припадали.

### Сценарио за филм
- Екс Гертруде Шулц

### Приповетке и хумореске
- Моји општинари, Београд, 1934, »Геца Кон«
- лице и наличије, Београд, 1936, »Геца Кон«
- Хумореске, Београд, 1941, »Геца Кон«
- Ротаријанци, Београд, 1953, »Јеж«
- Лекарске приче, Београд, 1953, »Народна књига«
- Нове хумореске, Београд, 1960, »Минерва«

### Романи
- Мој Јоцко, Београд, 1937, »Геца Кон«
- Моје јединче, Београд, 1952, »Просвета«
- 100 година — 90 гроша, Београд, 1952, »Нова покољења«
- Јеси ли ти разапео Христа?, Београд, 1968, »Јеж«

### Драме
- Плагијат
- Сирото моје паметно дете
- Заклињем се
- У среду се региструјем
- Крв није вода (Ексеримент)
- Штрајк у заробљеничкој болници (Репатрирци)

### Популарна медицина
- Пожути докторе! Приручник за лекаре и медицинаре, а, вала, и за болесне и здраве